# Tedania ferrolensis
Tedania ferrolensis är en svampdjursart som först beskrevs av Cristobo och Victoriano Urgorri 200.  Tedania ferrolensis ingår i släktet Tedania och familjen Tedaniidae. Inga underarter finns listade i Catalogue of Life.